# アジアCCUSネットワーク
アジアCCUSネットワークはアジア全域での二酸化炭素回収・利用・貯留（CCUS）活用に向けた知見の共有や事業環境整備を目指す国際的な産学官プラットフォームである。13カ国の加盟国(ASEAN10カ国、オーストラリア、アメリカおよび日本)と、100社・機関を超える企業、研究機関、国際機関等が参画し、2021年6月22日に第一回「アジアCCUSネットワーク」フォーラムが開催され、設立が発表された。

## 目的
以下の活動を通じて、東アジアサミット（EAS）地域でのCCUSの展開を促進する。
- 毎年のフォーラム、会議、ワークショップ等の開催により、知識共有を促進する。
- EAS地域におけるCCUSの技術的、経済的、および法的基準に関する調査研究を実施する。
- キャパシティビルディングのためのトレーニングワークショップを開催する。

## 参加メンバー
- 産業・科学・エネルギー・資源省（オーストラリア）
- 鉱業エネルギー省（カンボジア）
- エネルギー鉱業省（ラオス）
- エネルギー鉱物資源省（インドネシア）
- 経済産業省（日本）
- エネルギー委員会（マレーシア）
- 電力エネルギー省石油天然ガス計画局（ミャンマー）
- エネルギー省（フィリピン）
- エネルギー資源監督庁（シンガポール）
- エネルギー省（タイ）
- エネルギー省（アメリカ）
- 産業貿易省（ベトナム）